# Tore Lokoloko
Sir Tore Lokoloko, né le 19 septembre 1930 à Iokea dans ce qui est aujourd'hui la province du Golfe, dans ce qui était alors le Territoire australien de Papouasie et mort le 13 mars 2013 à Port Moresby, est le Gouverneur général de Papouasie-Nouvelle-Guinée de 1977 à 1983.

## Biographie
Éduqué dans une école missionnaire puis dans une école secondaire coloniale, il entre en politique au moment où s'amorce la transition de la Papouasie-Nouvelle-Guinée, colonie australienne, vers l'indépendance. En 1972, il est élu député de Kerema à l'assemblée coloniale ; il est nommé assistant aux questions de santé et d'agriculture au sein de l'exécutif, et devient l'un des porte-parole du Conseil exécutif administratif.
En 1975, le pays obtient sa pleine indépendance, et Michael Somare devient Premier ministre. Tore Lokoloko, membre du Parti uni, siège sur les bancs de l'opposition. En février 1977, le Gouverneur-général John Guise, représentant de la reine et donc chef d'État de facto, démissionne de ses fonctions pour pouvoir concourir au poste de premier ministre via les premières élections législatives après l'indépendance, fixées au mois de juin. Le Parlement élit Lokoloko à sa succession, au poste cérémoniel de Gouverneur-général, sur proposition de Somare. Il prend ses fonctions au mois de mars. Cette même année, la reine Élisabeth II, en visite en Papouasie-Nouvelle-Guinée, le fait officier de l'ordre de l'Empire britannique et chevalier grand-croix de l'ordre royal de Victoria - le seul Papou-Néo-Guinéen à avoir été nommé membre de cet ordre. (Il devient ainsi Sir Tore Lokoloko.)
Son mandat s'achève en mars 1983 et il occupe par la suite des fonctions de premier plan dans le monde de l'entreprise, étant notamment président de la banque Indosuez Niugine (branche papou-néo-guinéenne de la Indosuez Private Banking) jusqu'en 1989.
Tôt le matin du 13 mars 2013, il meurt à l'hôpital à Port Moresby, d'un insuffisance respiratoire à la suite d'une crise d'asthme, à l'âge de 82 ans.